# Spicheren
Spicheren [spiʃʁən], est une commune française de l'agglomération de Forbach, située dans le département de la Moselle et le bassin de vie de la Moselle-Est, en région Grand Est.
Sur son territoire se trouvait la prison concentrationnaire de Neue Bremm. Sur l'ancienne route nationale 3, la Brême d'Or était la dernière commune française avant la frontière allemande.

## Géographie
Les communes limitrophes sont Alsting, Etzling, Forbach et Stiring-Wendel.
Ville de 3 500 habitants situé en Moselle-Est, à la frontière franco-allemande, Spicheren du haut de ses 300 m, domine, vers l’ouest, la cuvette du Warndt traversée par les axes routiers et ferroviaires qui relient Metz à l’Allemagne via Forbach, et, vers le nord, sa grande voisine, la ville de Sarrebruck.
Spicheren est la source du Simbach, un affluent de la Sarre.

### Accès

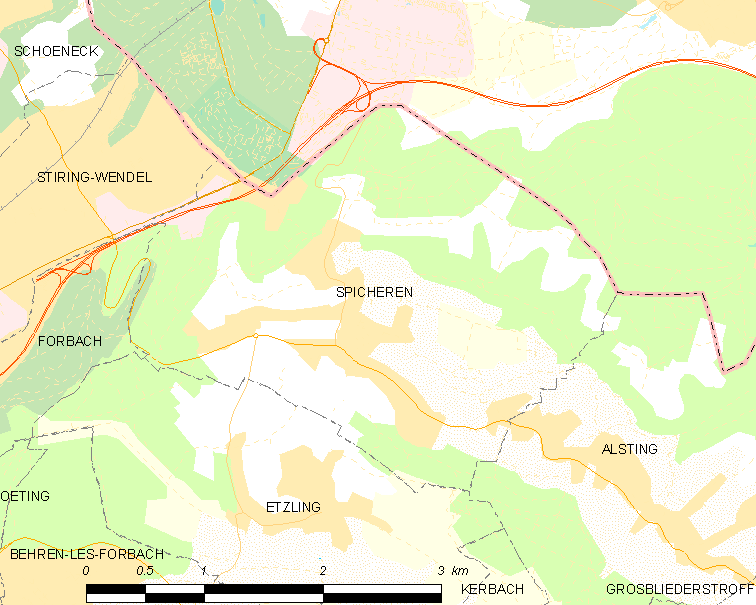
Carte de la commune.

### Communes limitrophes
| Stiring-Wendel |           | Sarrebruck (Allemagne) |
| Forbach        | Spicheren |                        |
| Etzling        |           | Alsting                |

### Hydrographie

#### Réseau hydrographique
La commune est située dans le bassin versant du Rhin au sein du bassin Rhin-Meuse. Elle est drainée par le ruisseau le Simbach.

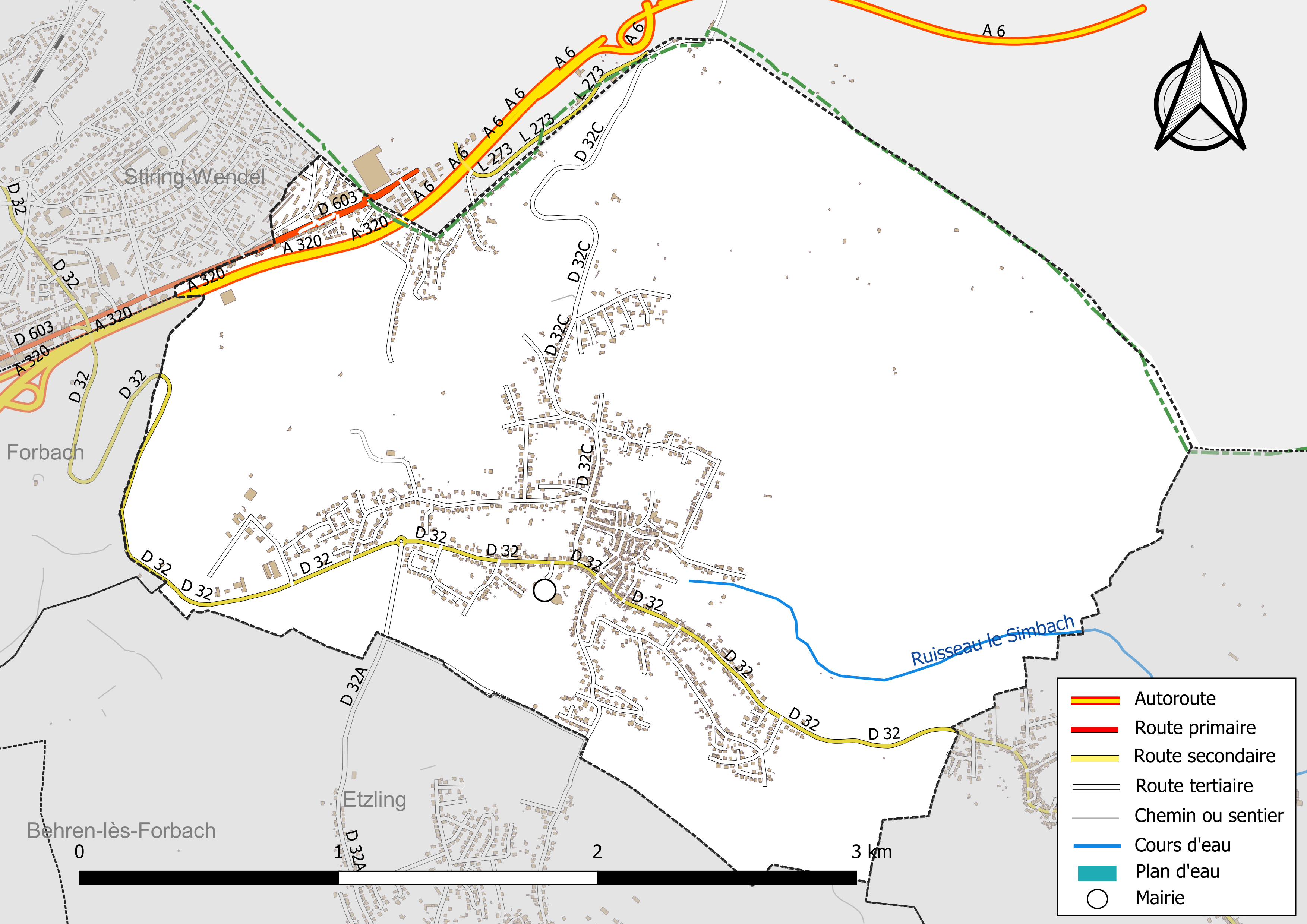
Réseaux hydrographique et routier de Spicheren.

#### Gestion et qualité des eaux
Le territoire communal est couvert par le schéma d'aménagement et de gestion des eaux (SAGE) « Bassin Houiller ». Ce document de planification, dont le territoire est approximativement délimité par un triangle formé par les villes de Creutzwald, Faulquemont et Forbach, d'une superficie de 576 km2, a été approuvé le 27 octobre 2017. La structure porteuse de l'élaboration et de la mise en œuvre est la région Grand Est. Il définit sur son territoire les objectifs généraux d’utilisation, de mise en valeur et de protection quantitative et qualitative des ressources en eau superficielle et souterraine, en respect des objectifs de qualité définis dans le SDAGE  du Bassin Rhin-Meuse.

### Climat
Pour des articles plus généraux, voir Climat du Grand Est et Climat de la Moselle.
En 2010, le climat de la commune est de type climat des marges montargnardes, selon une étude du Centre national de la recherche scientifique s'appuyant sur une série de données couvrant la période 1971-2000. En 2020, Météo-France publie une typologie des climats de la France métropolitaine dans laquelle la commune est exposée à un climat semi-continental et est dans la région climatique  Lorraine, plateau de Langres, Morvan, caractérisée par un hiver rude (1,5 °C), des vents modérés et des brouillards fréquents en automne et hiver. 
Pour la période 1971-2000, la température annuelle moyenne est de 9,5 °C, avec une amplitude thermique annuelle de 17,1 °C. Le cumul annuel moyen de précipitations est de 965 mm, avec 12,2 jours de précipitations en janvier et 10 jours en juillet. Pour la période 1991-2020, la température moyenne annuelle observée sur la station météorologique de Météo-France la plus proche, « Seingbouse », sur la commune de Seingbouse à 13 km à vol d'oiseau, est de 10,5 °C et le cumul annuel moyen de précipitations est de 731,4 mm. 
La température maximale relevée sur cette station est de 37,9 °C, atteinte le 25 juillet 2019 ; la température minimale est de −17 °C, atteinte le 20 décembre 2009,,. 
Les paramètres climatiques de la commune ont été estimés pour le milieu du siècle (2041-2070) selon différents scénarios d'émission de gaz à effet de serre à partir des nouvelles projections climatiques de référence DRIAS-2020. Ils sont consultables sur un site dédié publié par Météo-France en novembre 2022.

## Urbanisme

### Typologie
Au 1er janvier 2024, Spicheren est catégorisée ceinture urbaine, selon la nouvelle grille communale de densité à sept niveaux définie par l'Insee en 2022.
Elle appartient à l'unité urbaine de Sarrebruck (ALL)-Forbach (partie française), une agglomération internationale regroupant 15  communes, dont elle est une commune de la banlieue,,. Par ailleurs la commune fait partie de l'aire d'attraction de Sarrebruck (partie française), dont elle est une commune de la couronne,. Cette aire, qui regroupe 12 communes, est catégorisée dans les aires de 700 000 habitants ou plus (hors Paris),.

### Occupation des sols
L'occupation des sols de la commune, telle qu'elle ressort de la base de données européenne d’occupation biophysique des sols Corine Land Cover (CLC), est marquée par l'importance des forêts et milieux semi-naturels (39,9 % en 2018), une proportion sensiblement équivalente à celle de 1990 (40,1 %). La répartition détaillée en 2018 est la suivante : 
forêts (39,9 %), zones agricoles hétérogènes (25,7 %), zones urbanisées (20,8 %), cultures permanentes (6,6 %), terres arables (3,7 %), zones industrielles ou commerciales et réseaux de communication (2 %), prairies (1,3 %). L'évolution de l’occupation des sols de la commune et de ses infrastructures peut être observée sur les différentes représentations cartographiques du territoire : la carte de Cassini (XVIIIe siècle), la carte d'état-major (1820-1866) et les cartes ou photos aériennes de l'IGN pour la période actuelle (1950 à aujourd'hui).

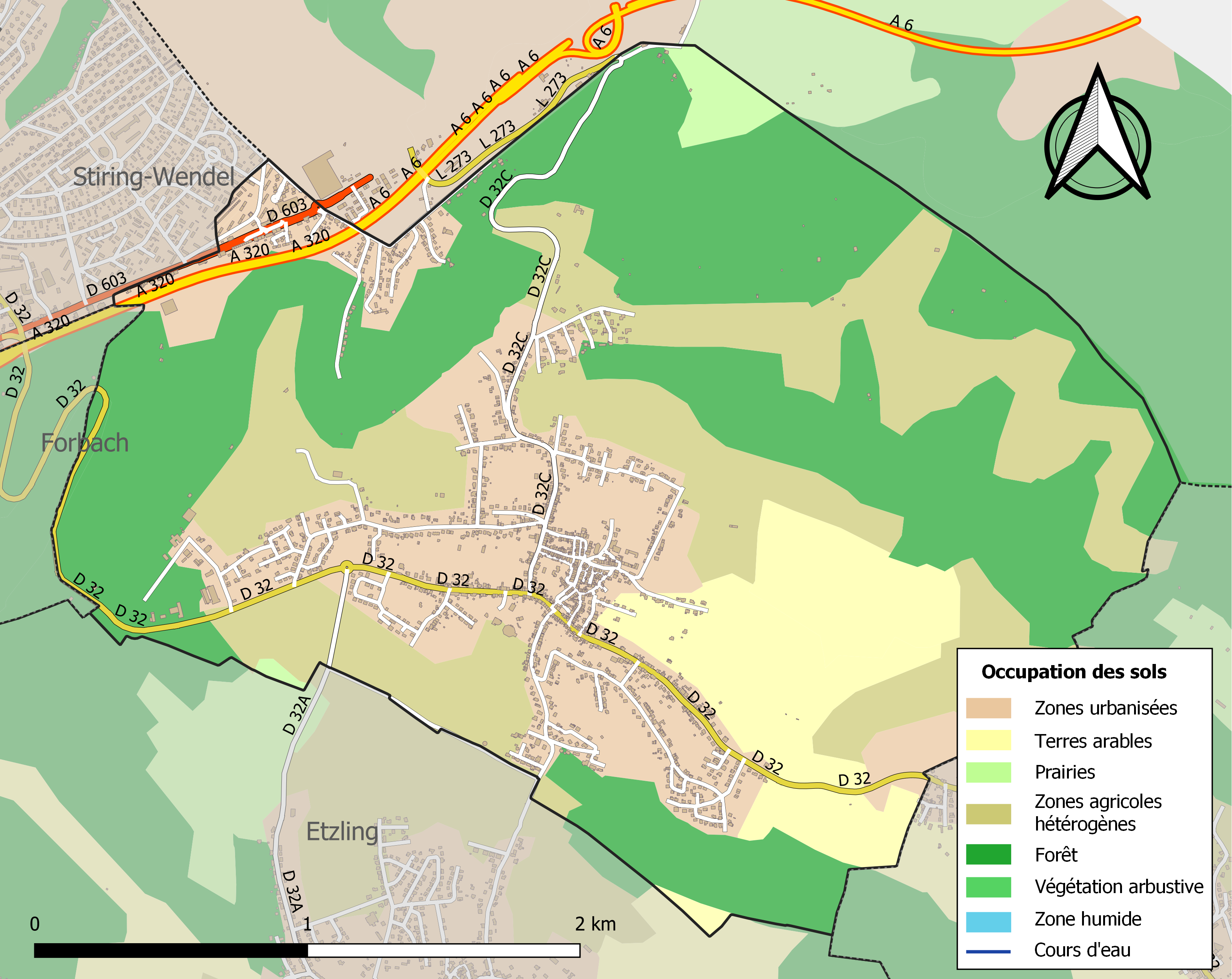
Carte des infrastructures et de l'occupation des sols de la commune en 2018 (CLC).

## Toponymie
- Spicher (1376), Speichern (1577), Speicher (1594), Sfeicher (1631), Speichern (1648), Speicheren (XVIIIe siècle), Spiziet (1714, Arch. dép. M.-et-M. B135), Spicheren (1793), Speicheren (1801), Spikeren (carte Cassini), Spicheren (carte de l'état-major), Spickeren[20], Spichern (1871-1918).
- En francique lorrain : Spischere.

### Sobriquets
- Anciens sobriquets désignant les habitants[21]:  Molleskepp et Spicherer Mollé (les têtes de taureau), Die Stifbään (les jambes raides).

## Histoire
Cité pour la première fois dans un document de 1259, le nom germanique de Spicheren dérive du latin spicarium, c’est-à-dire grenier à grains, d’où la présence de deux épis de blé sur le blason de la commune. L’épée, qui sépare les deux épis, évoque la bataille franco-allemande du 6 août 1870, marquée par la retraite du 2e Corps français commandé par le général Frossard, laquelle ouvrit aux Prussiens la route de Metz et de Paris.
L'ancien hameau de Bilster se situait sur la commune de Spicheren, il est cité dans un arpentage de 1756.

## Politique et administration

### Liste des maires
| Période                                  | Période   | Identité                | Étiquette | Qualité                       |
| ---------------------------------------- | --------- | ----------------------- | --------- | ----------------------------- |
| juin 1953                                | mars 1977 | Albert Metzinger        | DVD       | Porion                        |
| mars 1977                                | juin 1995 | Alfred Reiff            |           | Menuisier                     |
| juin 1995                                | mars 2008 | Léon Dietsch            | DVG       | Professeur                    |
| mars 2008                                | mars 2014 | Jean Jung               | DVD       | Agent de maîtrise retraité    |
| mars 2014                                | mai 2020  | Jean-Charles Giovanelli | DVD       | Retraité                      |
| mai 2020                                 | En cours  | Claude Klein            |           | Cadre de la fonction publique |
| Les données manquantes sont à compléter. |           |                         |           |                               |

## Démographie
L'évolution du nombre d'habitants est connue à travers les recensements de la population effectués dans la commune depuis 1793. Pour les communes de moins de 10 000 habitants, une enquête de recensement portant sur toute la population est réalisée tous les cinq ans, les populations de référence des années intermédiaires étant quant à elles estimées par interpolation ou extrapolation. Pour la commune, le premier recensement exhaustif entrant dans le cadre du nouveau dispositif a été réalisé en 2008.

En 2022, la commune comptait 3 180 habitants, en évolution de −1,4 % par rapport à 2016 (Moselle : +0,52 %, France hors Mayotte : +2,11 %).
| 1793 | 1800 | 1806 | 1821 | 1836 | 1841 | 1861 | 1866 | 1871 |
| ---- | ---- | ---- | ---- | ---- | ---- | ---- | ---- | ---- |
| 594  | 636  | 610  | 697  | 864  | 798  | 887  | 932  | 876  |

| 1875 | 1880 | 1885 | 1890 | 1895 | 1900 | 1905 | 1910  | 1921  |
| ---- | ---- | ---- | ---- | ---- | ---- | ---- | ----- | ----- |
| 868  | 876  | 798  | 842  | 844  | 895  | 954  | 1 026 | 1 024 |

| 1926  | 1931  | 1936  | 1946  | 1954  | 1962  | 1968  | 1975  | 1982  |
| ----- | ----- | ----- | ----- | ----- | ----- | ----- | ----- | ----- |
| 1 108 | 1 114 | 1 088 | 1 158 | 1 272 | 2 202 | 2 355 | 2 414 | 2 593 |

| 1990  | 1999  | 2006  | 2008  | 2013  | 2018  | 2022  | - | - |
| ----- | ----- | ----- | ----- | ----- | ----- | ----- | - | - |
| 3 008 | 3 287 | 3 255 | 3 244 | 3 189 | 3 223 | 3 180 | - | - |

## Économie
À Spicheren, est située une des deux sociétés nationalement connues dans la vente d'accessoires pour le tennis de table : Wack Sport, créée par Aurélien Wack.

## Culture locale et patrimoine

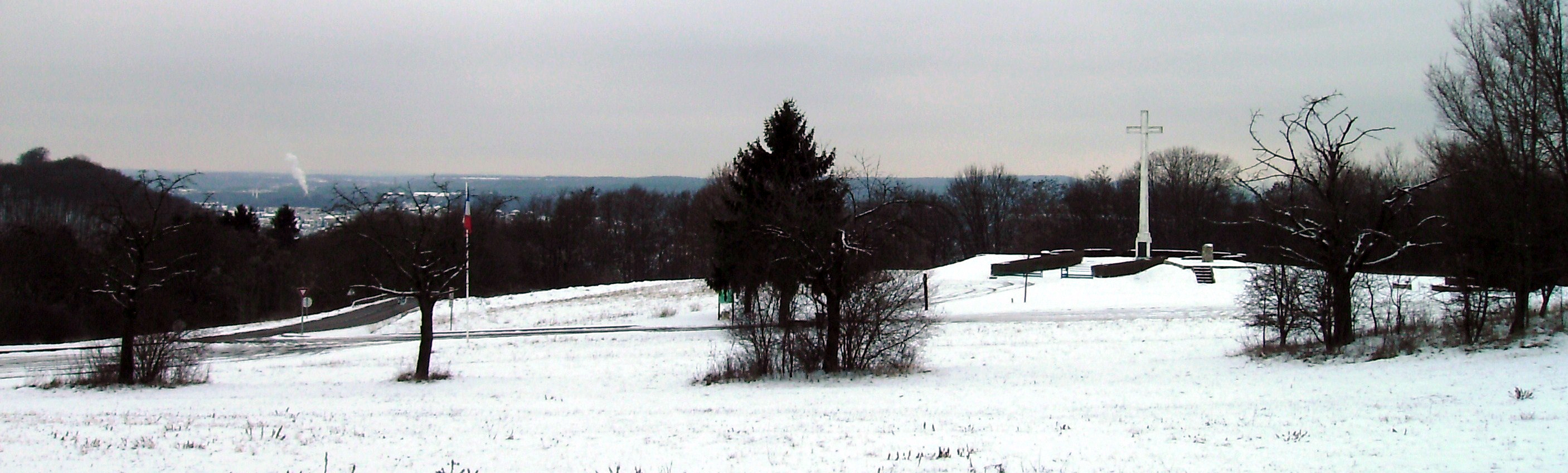

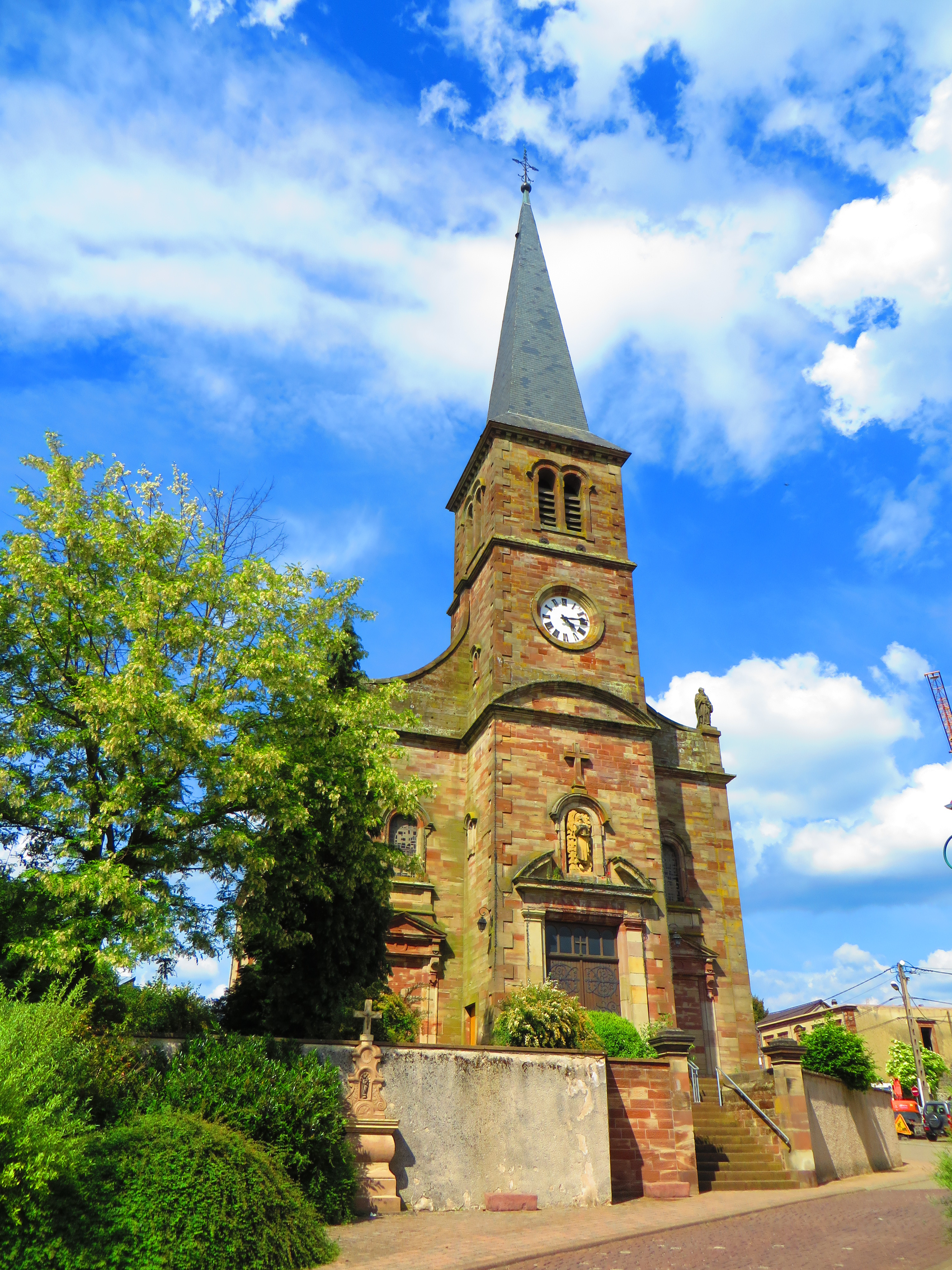
Église Saint-Laurent

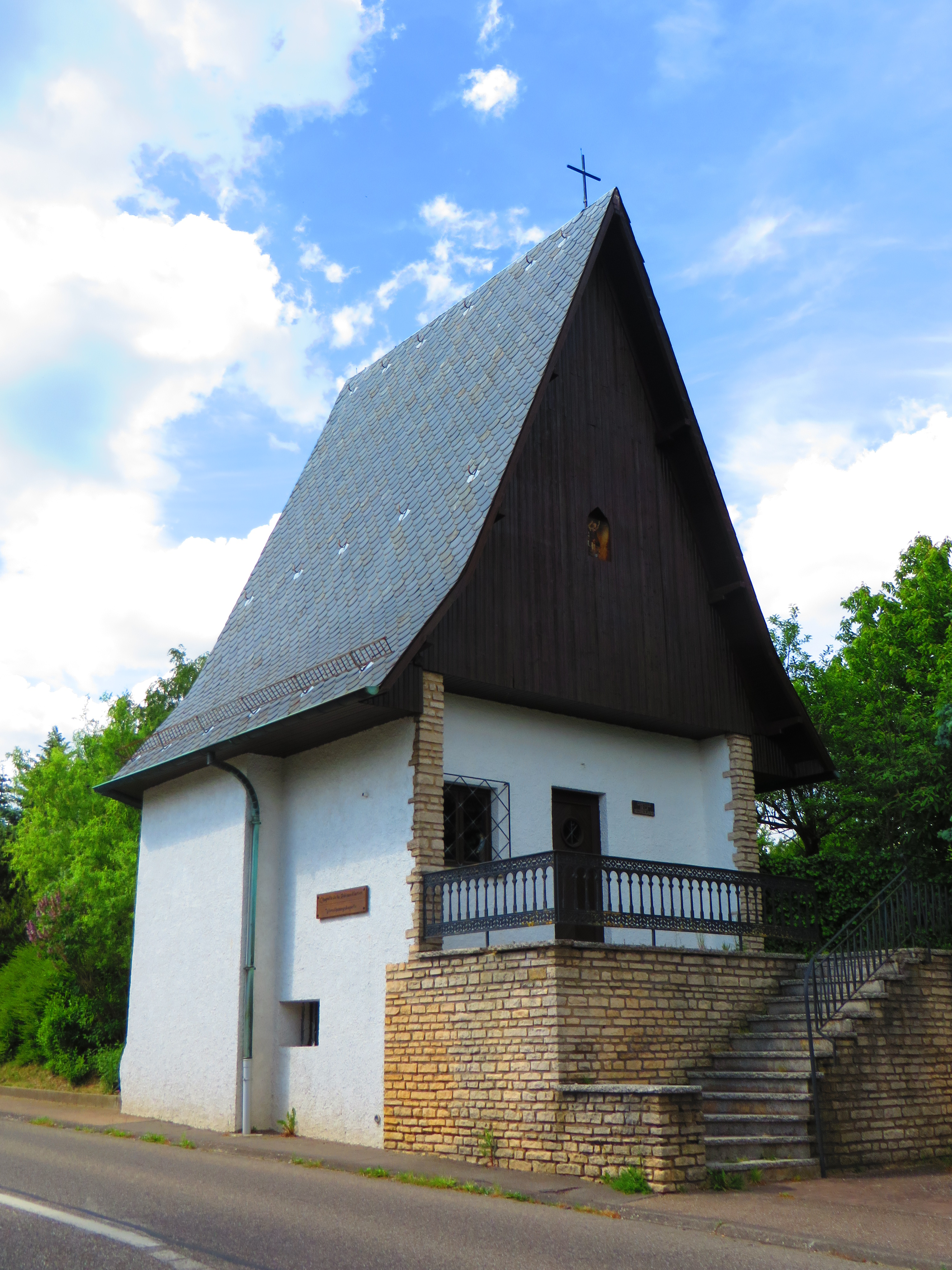
Chapelle de la Réconciliation

### Lieux et monuments
- Église Saint-Laurent XVIIIe siècle, remaniée en 1830 et après 1870 et 1950 ; vitraux de Gérard Lardeur (1958).
- Chapelle de la Réconciliation.
- Caverne et squelettes d'animaux du paléolithique découverts en 1926.
- Croix de Spicheren sur le champ de bataille de 1870. Cinq imposants monuments commémoratifs
- Monument à la mémoire des victimes du camp de concentration de la Brême d'Or.
- Sur les hauteurs de Spicheren, on trouve la grande croix de 15 mètres du Souvenir français, ainsi que le monument de l'Europe (trois pierres venant des carrières des trois contrées environnantes) érigé en 1993 pour célébrer la suppression des frontières.
- Mais aussi un char américain M-24 Chaffee qui a participé à la libération de la région en 1944.
- Spicheren a également une réserve naturelle volontaire : l'ancienne carrière de pierre calcaire de la Kreutzeck, abandonnée en 1944 et où la nature a progressivement repris ses droits. Elle renferme maintenant une douzaine d'espèces d'orchidées sauvages. Des sentiers de randonnée y ont été aménagés par le C.P.N (Connaître et Protéger la Nature), association gestionnaire de la réserve.

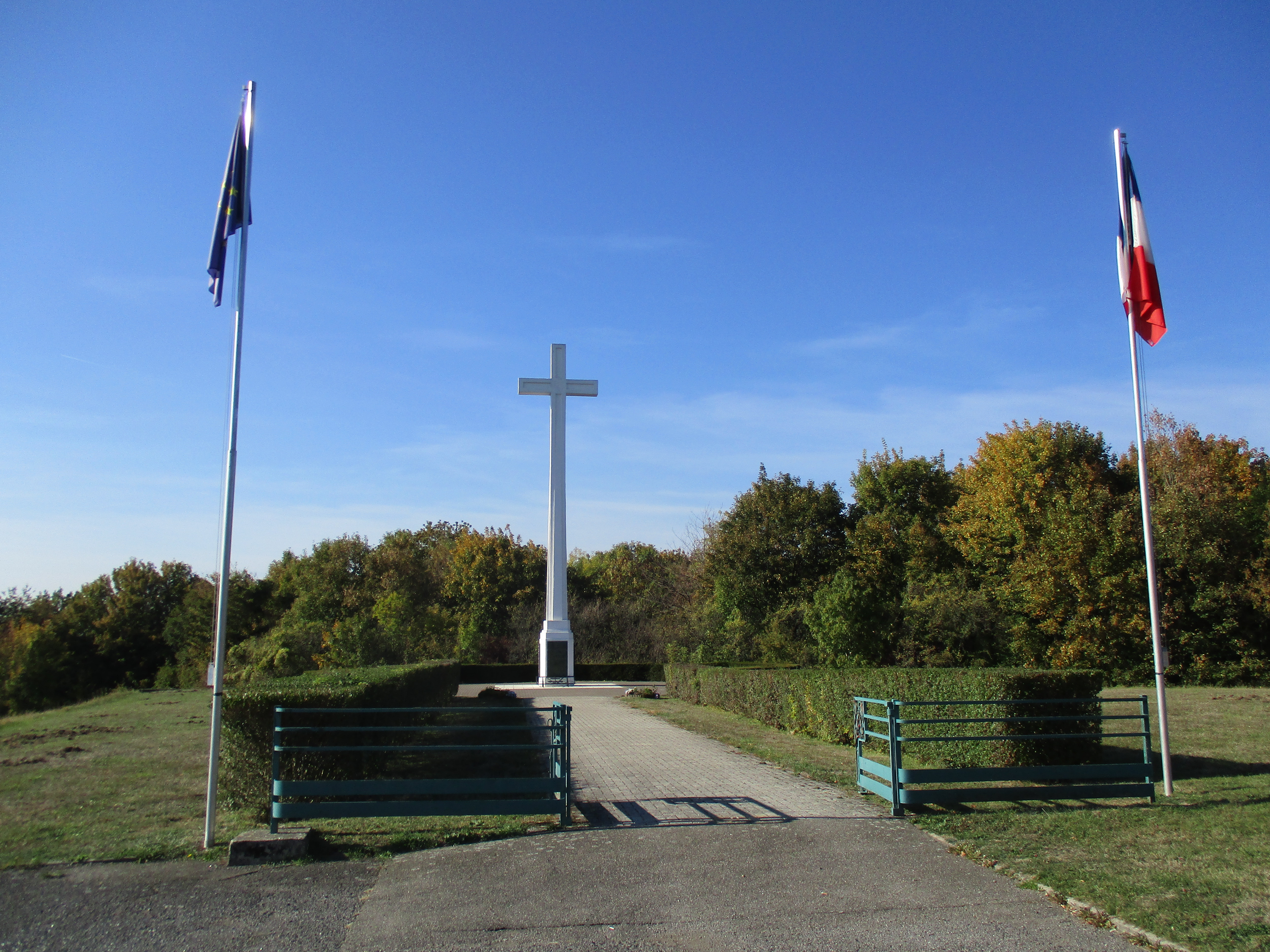
Croix de Spicheren
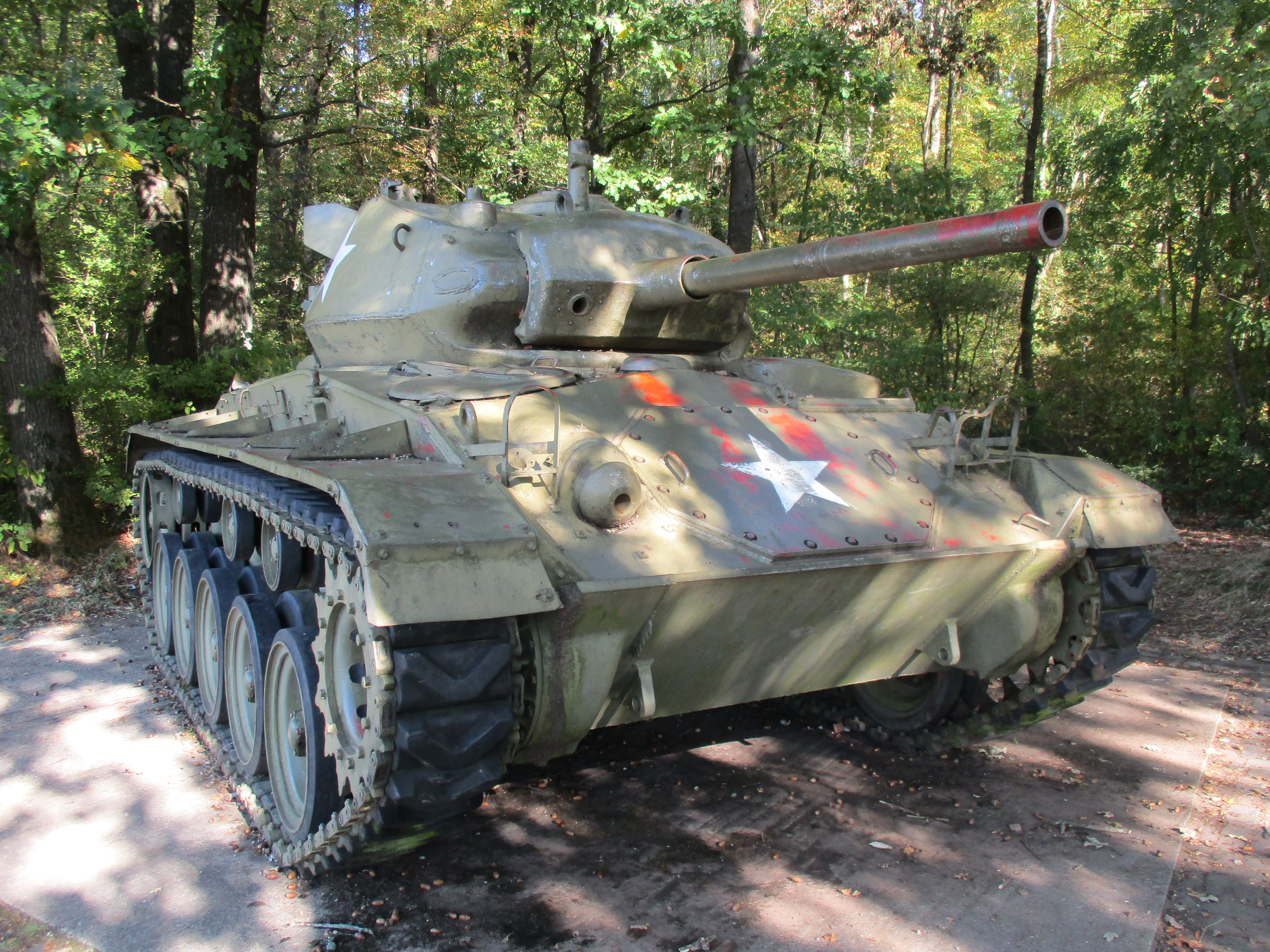
Char M24 CHAFFE
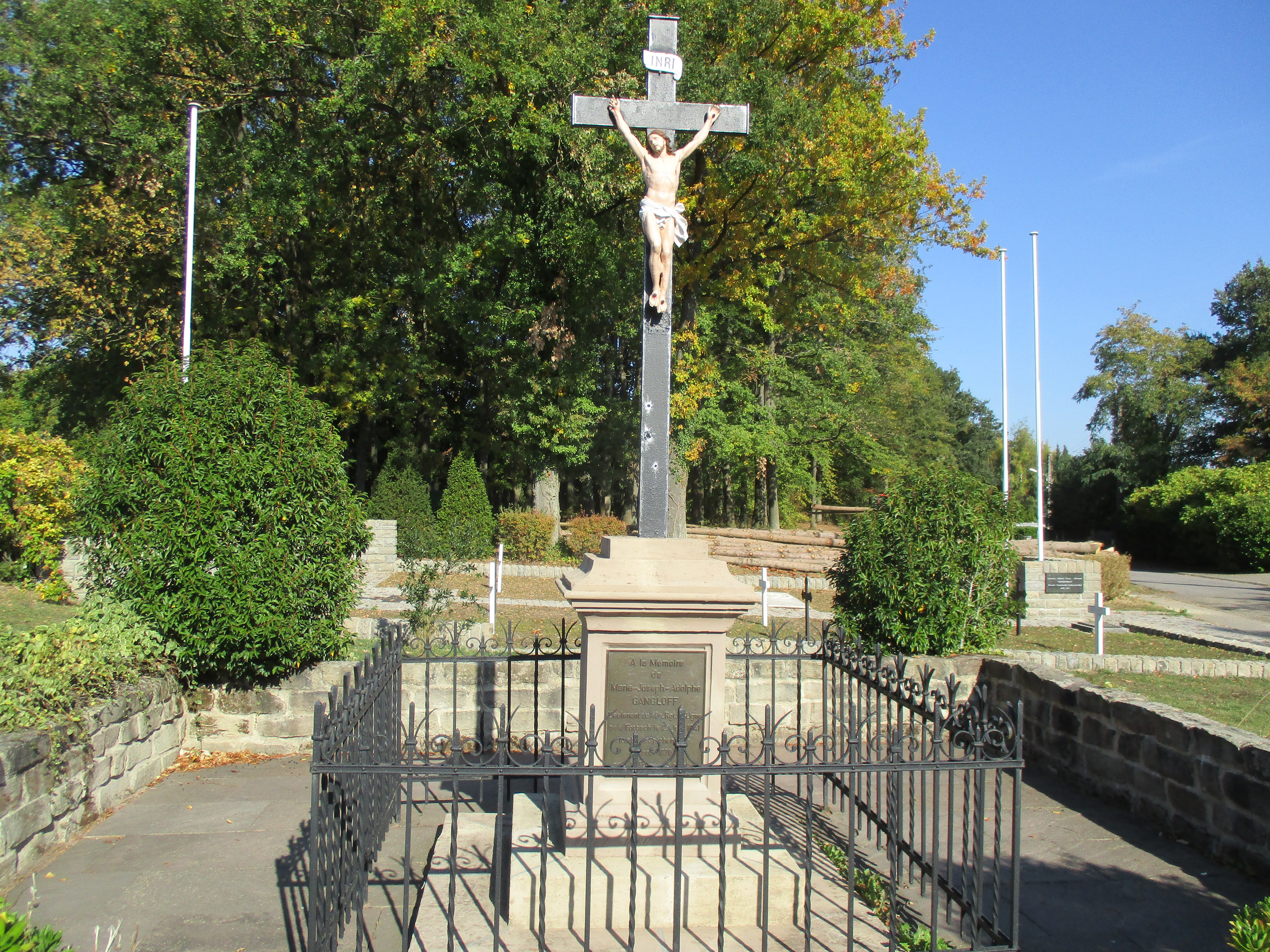
Monument Gangloff
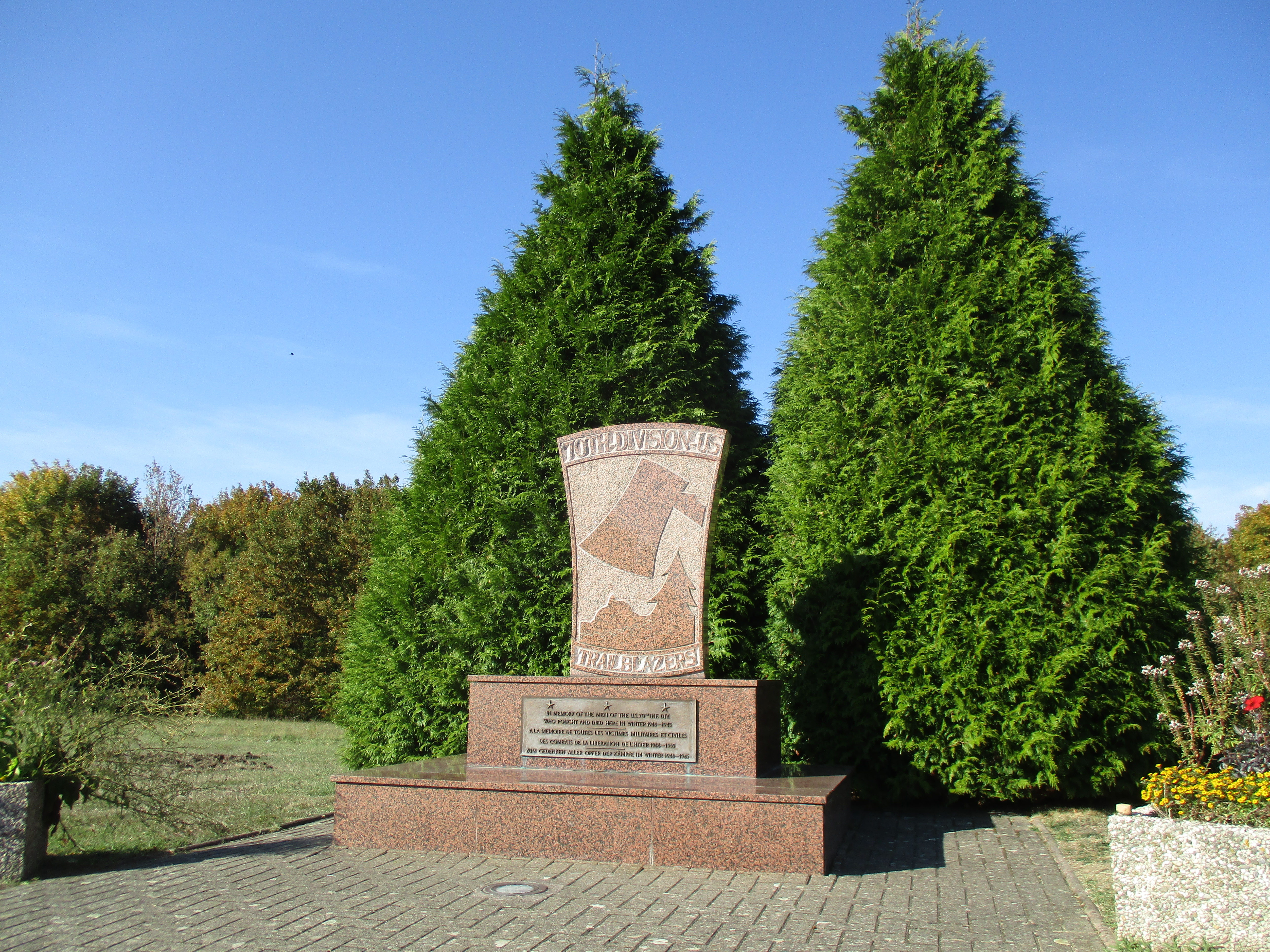
Monument de la 70° Division US
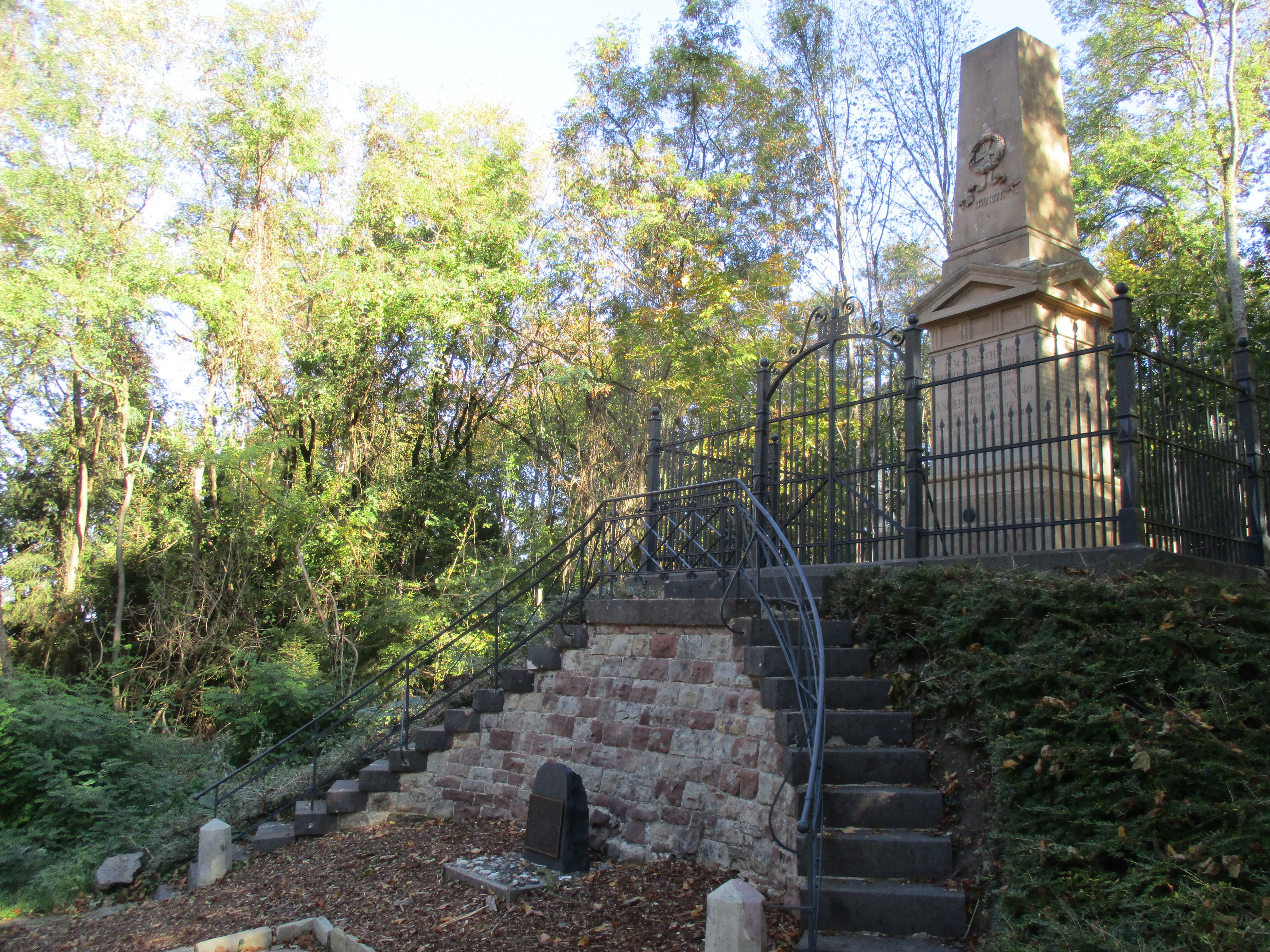
Monument du 40° Regt
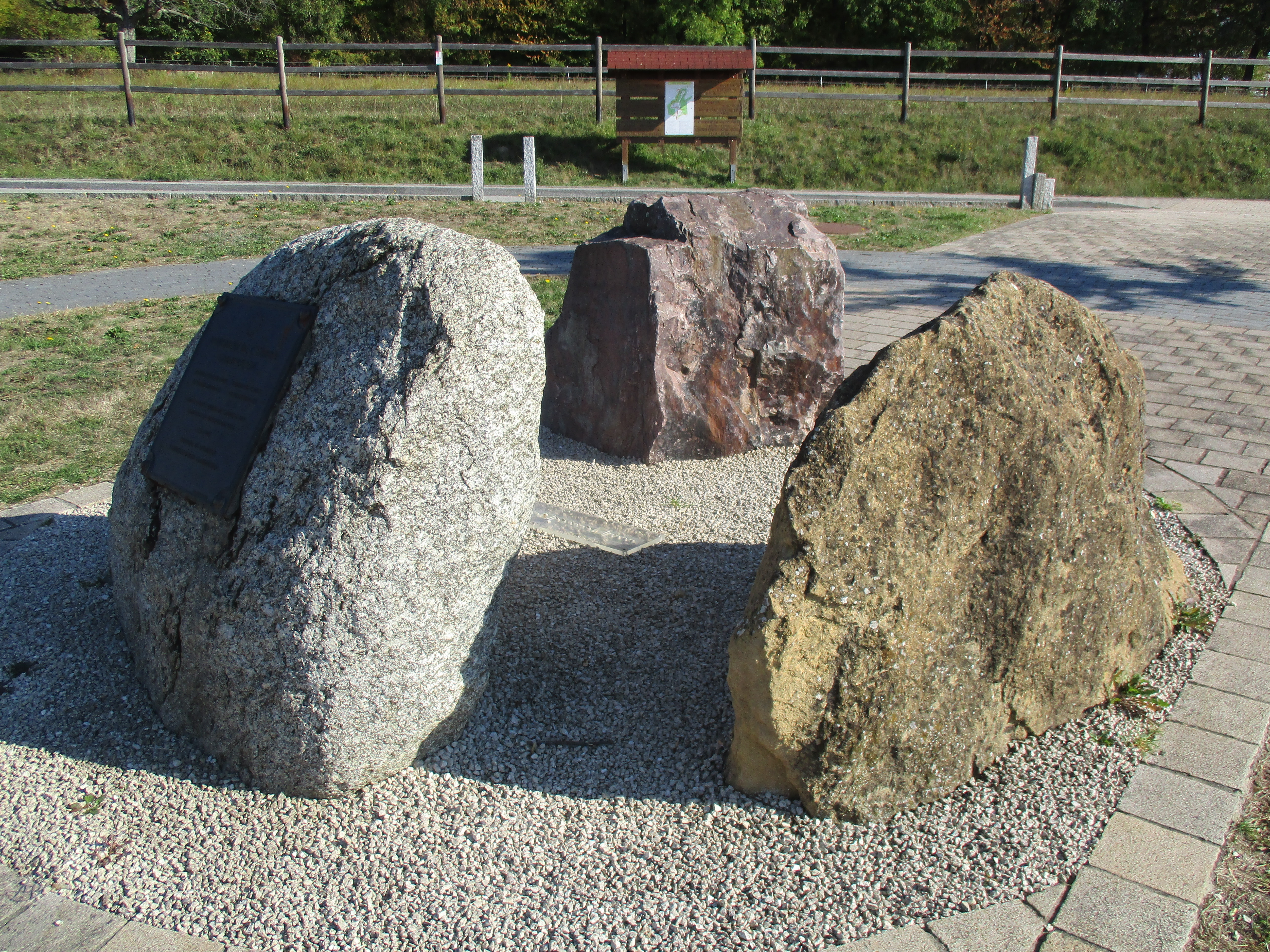
Monument de l'Europe
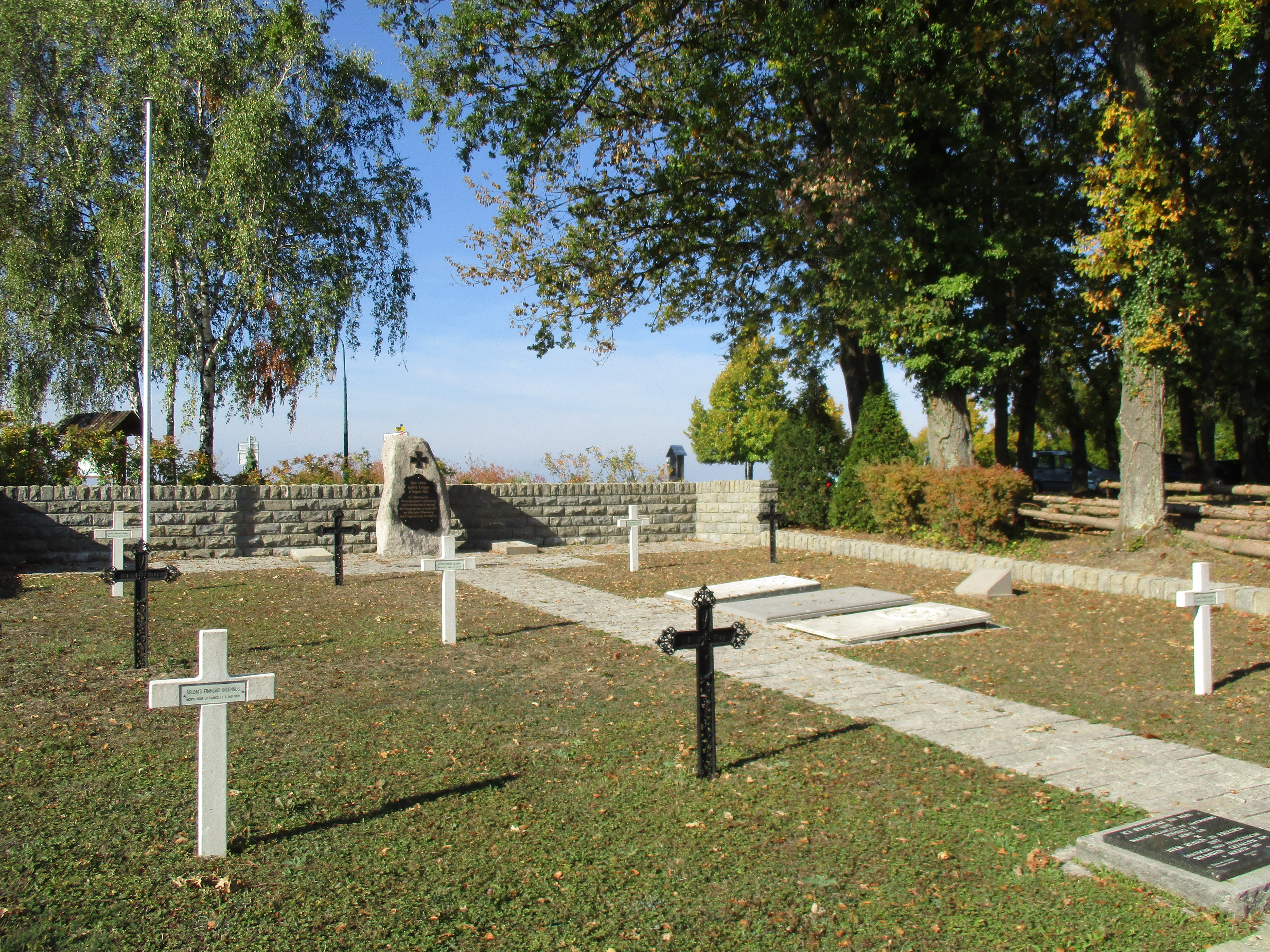
Giffertwald
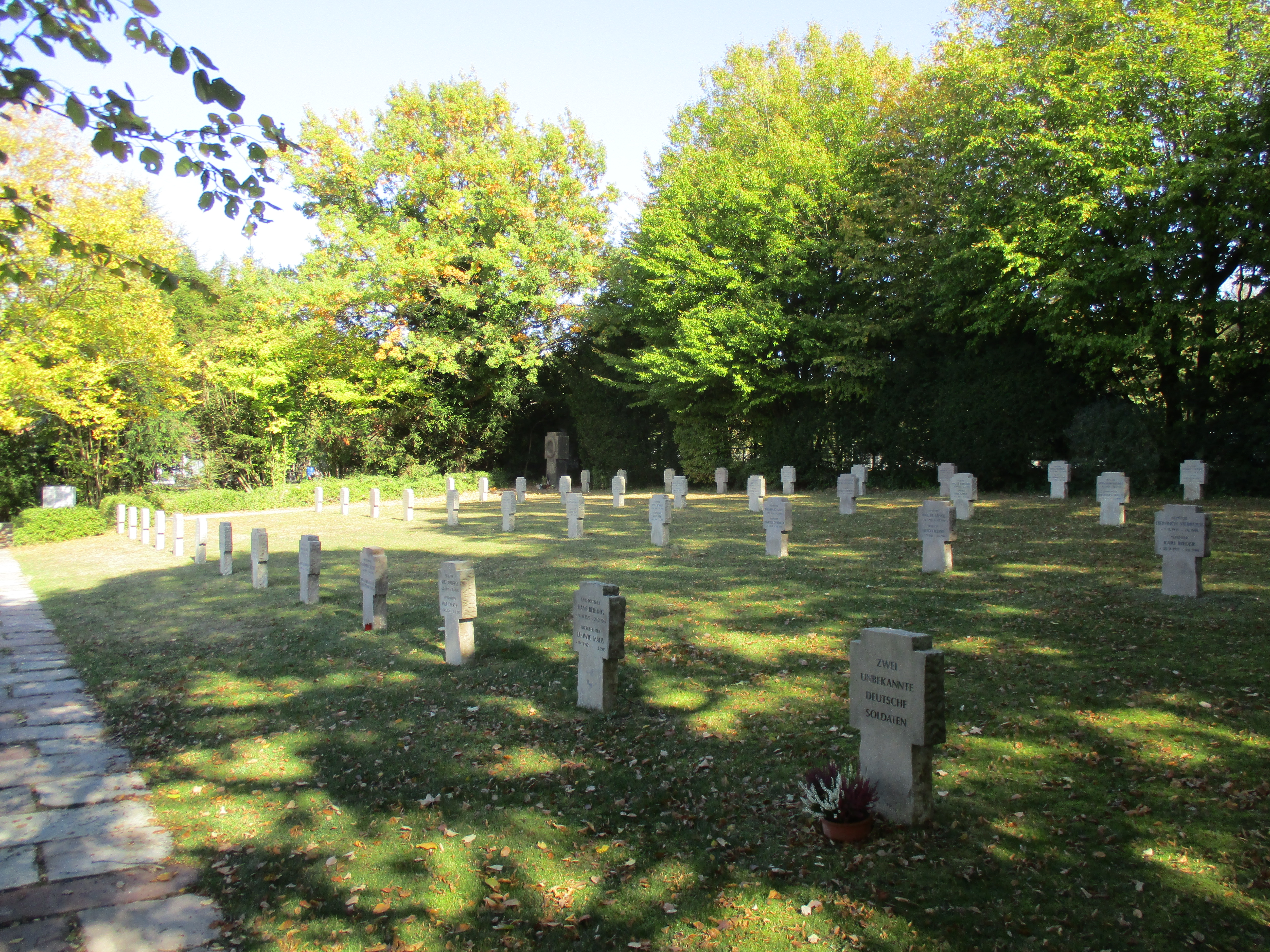
Cimetière Militaire Allemand 39-45

### Fête du village
Tous les ans à l’occasion de la fête du village, la commune organise un concours des conscrits.
Toutes les personnes originaires de la commune ayant un chiffre rond cette année défilent sur un thème marquant de leur année de naissance dans les rues de la commune.
Palmarès 2022 :
ET l’extraterrestre était le thème choisi pour les années 1982 cette année.
Fort d’une mise en scène digne de Steven Spielberg ils ont défilé dans les rues avec ET avant de le laisser mourir place de la Charente devant la mairie.
Ainsi les années 1982 ont pu une nouvelle fois après 2002 remporter la quille.

## Héraldique
| Blason de Spicheren | Blason  | De gueules à l'épée renversée d'argent garnie d'or, accostée de deux épis de blé du même. |
| Blason de Spicheren | Détails | Le statut officiel du blason reste à déterminer.                                          |